# دهستان خاوه شمالی
مردمان این دهستان ازایل کولیوندوطایفه کرمعلی هستند وبه زبان لکی صحبت میکنند

## جمعیت
براساس سرشماری سال ۱۳۸۵ جمعیت آن ۸٬۱۴۹ نفر (۱٬۸۳۸ خانوار) بوده‌است. مردمان این دهستان از ایل کرمعلی هستند.
جمعیت بعضی روستاهای پر جمعیت:
- سراب غضنفر ۱۸۷۱ نفر
- کفراج ۱۵۸۴ نفر
- ایرانشاهی ۲۳۴۱ نفر

که مهمترین آنها ایرانشاهی می‌باشد که با مرکز شهرستان ۱۰ کیلومتر فاصله دارد.

## فرهنگ
این دهستان از قوم لک و طایفه کرمعلی می‌باشند که در مهمان نوازی زبانزد منطقه می‌باشد.
این روستا سرسبزترین و حاصلخیزترین روستاهای دلفان می‌باشد.
مردمان این دهستان شیعه مذهب هستند و گاوبازه به عنوان مذهبی‌ترین روستای شهرستان دلفان در این دهستان می‌باشد

## روستاها
- ایرانشاهی
- زلیوار
- سراب غضنفر
- عزیزاباد
- دهنوکرمعلی
- نورمحمدی زمانه
- کفراج
- کله جوب
- اسداباد
- سالیانه
- سرابداود
- سرخانجوب اسدبیگی
- سرخانجوب سفلی
- سرخانجوب علیا
- شترخفت
- شریف
- حسین طلایی
- کرم الهی
- گاوبازه
- محمد آباد

## تاریخی
دشت خاوه از پیشینه تاریخی کهنی برخوردار است کما این که خاستگاه کاسی‌ها ی جنگجو و اسب سوار بوده‌است. همچنین وجود قلعه سه طبقه ساسانی به نام کفراج (درحال حاضر تپه‌ای بیش نیست) در روستای کفراج همچنین تپه حبیبوند گندم بان  که در گذشته یک قلعه بوده است به تاریخ  ایران باستان برمیگردد حاکی از اهمیت ای جلگه سرسبز در گذشته‌است. فریا استارک فرانسوی در سفرنامه خود از این منطقه یاد کرده‌است که: (از گردنه ورازانه که عبور کردیم به دشت خاوه رسیدیم. فصل تابستان بود و مردم گندمها را درو میکردند...).

## اقتصادی
مردم این منطقه به کشاورزی و دامداری مشغول هستند. کشاورزی این منطقه در کذشته زبانزد بوده‌است ولی در حال حاضر به دلیل کم توجهی مسولین از رونق کشاورزی آن کاسته شده‌است.

## طبیعت
ااین منطقه جلگه‌ای بسیار خوش آب و هوا است و از طرف شرق و شمال به رشته کوه بلند گرین برخورد می‌کند. رود خاوه از وسط این جلگه عبور می‌کند و و آب آشامیدنی شهر نورآباد از چاهایی که در این منطقه حفر شده‌است تأمین می‌شود.